# Somogyi Zoltán (szociológus)
Somogyi Zoltán (Budapest, 1973. január 3. –) magyar szociológus, üzletember, a Magyarországi Tradicionális Kung-fu Akadémia tiszteletbeli elnöke.

## Életpályája
Édesanyja Kulcsár Zsuzsanna francia és orosz nyelvű külkereskedő, édesapja Somogyi Ferenc (1947-2007) mérnök-közgazdász. Egyik szülője sem volt párttag, de anyai ágon baloldali-kommunista, míg atyai ágon Baranya megyei vállalkozói-polgári családból származik. A családot mind a kommunisták, mind a szélsőjobb meghurcolta.[forrás?] Atyai nagyanyja, Lang Erzsébet Auschwitz-túlélő. Nagyapjához, Somogyi Jenő söripari mérnökhöz kötődik az egyik legismertebb magyar alkohol, a Dreher Classic sör – múltból átmentett – receptje és főzése, amelyet egy akkor igen fiatal, ma a szakmában elismert másik mérnökkel, Gyenge Zsolttal fejlesztett a Kőbányai Sörgyárban. A családban napi szintűek voltak a politikai viták, arra tanítva az akkor még gyermek Somogyit, hogy ő se kerülje ki a közéleti kérdésekben történő megszólalást.[forrás?]
A budapesti Berzsenyi Dániel Gimnáziumban érettségizett 1991-ben, majd az Eötvös Loránd Tudományegyetem (ELTE) Szociológiai Intézet összehasonlító-történetszociológus szakirányán szerzett diplomát (MA). 2004 és 2007 között a Pécsi Tudományegyetem képzési keretében folytatott kommunikációtudományi doktori tanulmányokat, mely doktori iskolában abszolutóriumot szerzett. 2014-ben ösztöndíjasként diplomát szerzett az amerikai Atlas Economic Research Foundation Think Tank MBA Leadership Academyn. 2022 és 2025 között elvégezte a Szegedi Tudományegyetem filozófia mesterszakát.

Egyetemi évei alatt az Új Mandátum könyvkiadó szerkesztője volt.
Politikai érdeklődése korán megmutatkozott, ami a családi szocializációnak és a rendszerváltás időszakának is köszönhető. 1990-ben, 17 évesen pártoló tagként belépett az SZDSZ-be, leginkább annak akkori konzervatív-liberális szárnyával (Hack Péter, Szent-Iványi István, Tamás Gáspár Miklós) keresve és tartva a kapcsolatot. Álláspontja több mindenben változott: hibának tartja az 1994-es liberális koalíciókötést a szocialistákkal, amely rossz irányba határozta meg a következő évtizedek politikai változásait, illetve az igazságtételben és felelősségvonásban sem támogatja az akkori szabad demokrata irányt – az MDF-es Kónya Imre és az SZDSZ-es Pető Iván vitájában az antikommunista, felelősséget hangsúlyozó álláspontot képviselő Kónyának ad ma már igazat, a társadalmi békét inkább előtérbe helyező Petővel szemben.
1999-ben azt a döntést hozta, hogy az üzleti életet választja a pártpolitikusság helyett. Ekkor hivatalosan is lemondott SZDSZ-tagságáról.
2001-ben Szabados Krisztiánnal megalapította a Political Capitalt, majd több más tanácsadó céget. 2007-ben a Magyar Hírlap az ötven legsikeresebb magyar fiatal közé választotta őket. A cégcsoport tagja volt a Hírszerző nevű hírportál, melyet 2010-ben a HVG Online Zrt. vásárolt meg és amelynek újságírói a későbbi hvg.hu hírportál, illetve számos más média meghatározó arcai lettek.
Somogyi a 2007 és 2010 között főtitkára volt a hazai tudományos szakembereket tömörítő Magyar Kommunikációtudományi Társaságnak.
2003 végén a szocialista-liberális koalíció ellenzékeként működő konzervatív-centrista MDF alig egy százalékon állt, amikor vezetői nemzetközi és hazai ügynökségeket, tanácsadókat hívtak meg, hogy mit tegyenek a 2004-es európai parlamenti választásokig. A tenderen a Somogyi Zoltán által összeállított szakembergárda nyert a Normális Magyarország kampánytervével. Átlépve az öt százalékos küszöböt az MDF bejutott a parlamentbe. Az MDF – az akkori várakozásokkal szemben – a 2006-os parlamenti és a 2009-es európai parlamenti választáson is eredményesen szerepelt. A párt 2010-es választási felkészülését Somogyi Zoltán már kampányfőnökként segítette, illetve a nevét is adta a pártnak azzal, hogy az országos választási listáján egy bejutásra nem esélyes helyen szerepelt. A pozícióra történő megválasztásakor a cégeiben viselt tisztségeiről lemondott, tulajdonrészeit megtartva. A kampányban munkáját a 2009-ben alakult Konzervatív Intézet csapata segítette.
A kampányban tört ki az úgynevezett UD-ügy. Ebben az UD nevű cég két vezetője különböző hangfelvételeken hamis bizonyítékok előállításáról, fegyvervásárlásról, kezek-lábak eltöréséről, közel száz közéleti szereplő megfigyeléséről beszél. Az ügyészségnek mégsem ezek a beszélgetések keltették fel a figyelmét, hanem az, hogy az MDF akkori két vezetője mit kezdett azzal a hangfelvétellel, amin a párt első számú vezetőjének, Dávid Ibolyának a megfigyeléséről beszélnek az UD vezetői. A párt vezetői ügyészségi vád alatt, a jogi védekezésükre is összpontosítva voltak kénytelenek politizálni egy széteső pártszervezetben. Az MDF kiesett a parlamentből.
Somogyit többször támadták, hogy cége szerepet kapott a magyar titkosszolgálat számára készített, szélsőségekkel szembeni elemző munka elkészítésében. Bár volt olyan közíró, aki ezért egyenesen börtönt követelt volna, Somogyit soha életében semmivel nem gyanúsították meg. Ezt követően a Political Capitalt Cecilia Malmström belügyi EU-biztos felkérte, hogy vegyen részt az Unió szélsőségekkel szembeni stratégiájának kidolgozásában.
Somogyi a politikai aktivitástól háttérbe vonult, tapasztalatait 2011-12-ben Magyarország legolvasottabb napilapjában, a Népszabadságban rendszeresen megjelenő tárcáiban írta meg, amelyekből 2012 végén az Alexandra Könyvkiadó Ránc az alsónadrágon címmel könyvet is megjelentetett.
2012-ben megvásárolta a Konzervatív Intézetet, mely Kommunikáció és Imázs Intézet néven működik a mai napig. A cég foglalkozik mind személyi – különösen vezetői –, mind üzleti imázsépítéssel, stratégiaalkotással. Fontos társadalmi ügyekben is részt vesz, így – többek között – a V18 kommunikációs feladatait is ellátja, melyet hat korábbi kormány tagjai azért hoztak létre, hogy pártpreferenciától függetlenül minél magasabb részvételre buzdítsák az állampolgárokat a 2018-as országgyűlési választásokon.
Somogyi stratégiai tanácsadója volt a Brit Médiának, amely ekkor többségi tulajdonosa a 168 Óra hetilapnak és kisebbségi tulajdonosa a Klubrádiónak. 2014-ben mind a három választási estén (országgyűlési, európai uniós, önkormányzati) Magyarország meghatározó hírtelevíziójának, az ATV-nek társműsorvezetőjeként értelmezte Kálmán Olgával a bejövő eredményeket. 2014-2015-ben ugyanezen tévécsatornán politikai vitaműsorokat vezetett. A 2018-as országgyűlési választásokat, illetve eredményeit a Hír Tv társműsorvezetőjeként elemezte Kálmán Olgával.
Alapítója a Szabad Piac Alapítványnak, amelynek eddigi egyik legismertebb akciója a Polgári Platformmal közösen elindított Szurkoljunk a rasszizmus ellen! kezdeményezés volt. Az Alapítvány itt olyan projekteket támogatott, amelyek a magyar focipályákon kialakult rasszizmus, elsősorban cigányellenes megnyilvánulások ellen zajlott. 2021 decemberében Márki-Zay Péter, az együttműködő ellenzéki pártok közös miniszterelnök-jelöltje felkérte a Polgári Platformot, hogy készítsen megvalósíthatósági tanulmányt a digitális kormányzás témában korábban közreadott stratégiai elemzéséből, megalapozva az ellenzéki erők digitális kormányzásra vonatkozó programját. 2018-ban megalapította a Ne Dobd Ki Alapítványt is, melynek célja, hogy Ellenbacher Attila humanista tévé- és antennaszerelő szervezett formában adhassa ajándékba kórházaknak és más egészségügyi intézményeknek az általa begyűjtött és megjavított használt tévéket.
A Somogyi család erősen kötődik a sporthoz. Négy nagyszülőből három atletizált. Apja ismert asztaliteniszjátékos volt. A sport Somogyi életében is mindig kiemelt szerepet kapott. 2005-ben részt vett a Budapesti Olimpiáért Mozgalom (BOM) megalapításában. Azzal a véleményével 2016-ban azonban kisebbségben maradt, hogy a szervezet ne taktikázzon, hanem a BOM is gyűjtsön aláírásokat az olimpiai népszavazás kiírása mellett a referendumot kezdeményező, akkor még civil szervezettel, a Momentummal közösen – egyben az olimpiát támogató voksra biztassa az embereket, a Momentummal ellentétben.
Somogyi alapítója az Újpest 1885 Szurkolói Klubnak. A Páty SE NBII-es sakkcsapatának pedig igazolt játékosa. Képzett harcművész, napi szinten gyakorol,[forrás?] a Magyarországi Tradicionális Kung-fu Akadémia tiszteletbeli elnöke.
A 2010-ben győztes és máig hatalomban levő kormánnyal kapcsolatban ellenzéki, konzervatív értékrendű kritikáját nyilvános Facebook-oldalán fejti ki. Somogyi a kortárs művészet és gondolkodás nagy rajongója, így a kortárs költészet is teret kap mindennapjaiban, melynek gyűjteményét a szélesebb közönség is követheti a Kortárs körút nevű Facebook-oldalon keresztül.

## Magánélete
Felesége Bodó Teodóra Veronika pénzügyi kommunikációs szakember. Gyermekük Somogyi Flóra Borbála (1998).

## Főbb publikációi
- Somogyi Zoltán (szerk.): Tamás Gáspár Miklós: Másvilág. Új Mandátum. 1994.
- Némethy Szabolcs – Somogyi Zoltán (szerk.): Múmiák öröksége. Új Mandátum, Budapest, 1995
- Somogyi Zoltán – Szabados Krisztián (szerk.): Tornádó – Nicolas Sarkozy politikai pályája. Political Capital Kft., Budapest, 2005.
- Somogyi Zoltán – Ungváry Krisztián: Az ügynökügy fejleményei 2005-ben. In: Sándor Péter – Vass László (szerk.): Magyarország Politikai Évkönyve 2005. Demokrácia Kutatások Magyar Központja Közhasznú Alapítvány, Budapest, 2006.
- Somogyi Zoltán – Szabados Krisztián (szerk.): Tornádó – Nicolas Sarkozy politikai pályája. (második, bővített kiadás) Political Capital Kft., Budapest, 2006.
- Somogyi Zoltán – Szabados Krisztián (szerk.): Gyurcsány vagy Orbán? Political Capital Kft., Budapest, 2006.
- Gyulai Attila – Juhász Attila – Krekó Péter – Somogyi Zoltán – Szabados Krisztián: Gyurcsány vagy Orbán? Political Capital Kft., Budapest, 2006.
- Juhász Attila – Somogyi Zoltán: A magyar szélsőjobboldal újjászerveződési kísérlete 2006-ban. In: Sándor Péter – Vass László (szerk.): Magyarország Politikai Évkönyve 2006., Demokrácia Kutatások Magyarországi Központja Közhasznú Alapítvány, Budapest, 2007.
- Sajti Botond – Somogyi Zoltán – Szabados Krisztián (szerk.): Válság? Kommunikáció! Capital Group Zrt., Budapest, 2007.
- Gyulai Attila –Somogyi Zoltán: A következő kormány éve. In: Sándor Péter – Vass László (szerk.): Magyarország Politikai Évkönyve 2007. Demokrácia Kutatások Magyar Központja Közhasznú Alapítvány, Budapest, 2008.
- Gimes Gergely – Juhász Attila – Kiss Kálmán – Krekó Péter – Somogyi Zoltán: Látlelet 2008. Tanulmány az előítéletesség és intolerancia hazai helyzetéről. Magyar Antirasszista Alapítvány, Budapest, 2008.
- Juhász Attila – Krekó Péter – Somogyi Zoltán: Mit nem tettek a vezérek 2008-ban? In: Sándor Péter – Vass László (szerk.): Magyarország Politikai Évkönyve 2008. Kossuth Kiadó Zrt., Budapest, 2009.
- Somogyi Zoltán: Ránc az alsónadrágon – Avagy Silvia Oath és a 4/7/12/1-es strukturális alap. Alexandra Kiadó, Budapest, 2012.
- Zoltán Somogyi – Zoltán Kész – Attila Juhász – Lóránt Győri: How to Fight Racism. Free Market Foundation (Hungary), Budapest, 2014.
- Somogyi Zoltán (szerk.): „Eltévedni egy tévúton”. Magánkiadás, 2015.
- Somogyi Zoltán (szerk.): „Mit jelent kicsomagolni magam?” Magánkiadás, 2016.